# Беретельм
Беретельм (также Бертельм или Бертелин; лат. Berethelmus или Berthelmus; умер 5 февраля, не ранее 762 и не позднее 764) — епископ Кёльна (753—762/764).

## Биография
О происхождении и ранних годах жизни Беретельма сведений в исторических источниках не сохранилось. В средневековых списках глав Кёльнской архиепархии, наиболее ранний из которых составлен между 870 и 886 годами, он указан преемником Хильдегария, погибшего 8 августа 753 года во время похода короля франков Пипина Короткого в Саксонию. Вероятно, Беретельм взошёл на епископскую кафедру Кёльна вскоре после смерти своего предшественника.
Единственное свидетельство о Беретельме в современных ему документах датируется 13 августа 762 года. Тогда в Трисгодросе (возможно, современный Трайс-Карден) он вместе с другими высокопоставленными персонами (всего девять епископов и двенадцать графов, а также принцы Карл и Карломан) подписал (лат. «Signum + Berethelmi episcopus») как свидетель дарственную хартию Пипина Короткого и его жены Бертрады Прюмскому аббатству. В этом документе франкская королевская чета жаловала обители ряд привилегий, передавала земли в пагах на границе Арденненгау и Бидгау, а также объявляла себя покровителями этого монастыря.
В средневековых каталогах кёльнских епископов Беретельму приписывается десять лет управления епархией. Вероятно, он должен был скончаться не ранее 762 и не позднее 764 года. Отнесение даты смерти Беретельма к более позднему времени ошибочно. В одном из некрологов XVII века указывается день смерти Беретельма — 5 февраля. Его преемником на епископской кафедре Кёльна был Рикольф.